# Agent d'unisson
 (novembre 2018).
Si vous disposez d'ouvrages ou d'articles de référence ou si vous connaissez des sites web de qualité traitant du thème abordé ici, merci de compléter l'article en donnant les références utiles à sa vérifiabilité et en les liant à la section « Notes et références ».
Un agent d'unisson permet de répartir uniformément un colorant sur un tissu. L'agent d'unisson est utilisé comme adjuvant lors de la teinture.
Le pH et la température peuvent influer sur l'unisson de la teinture car le colorant est libéré au fur et à mesure de l'élévation de la température.